# Peter Pan - Incubo nell'isola che non c'è
Peter Pan - Incubo nell'isola che non c'è (Peter Pan's Neverland Nightmare) è un film horror del 2025 diretto da Scott Chambers.
La pellicola è l'adattamento cinematografico in chiave horror del romanzo Peter Pan. Il bambino che non voleva crescere di J. M. Barrie, nonché terzo film del The Twisted Childhood Universe (TCU).

## Trama
La storia si svolge nell’arco di quindici anni e ha per protagonista un uomo che, travestito da mimo, lavora al Paulo’s Circus. Durante uno spettacolo, l’uomo osserva con sguardo affamato i giovani spettatori, tradendo i suoi propositi oscuri, finché un bambino non cattura il suo interesse: come segno di cortesia, il mimo gli regala una scultura di palloncini. Il piccolo si diverte ignaro, ma con quel gesto il suo destino è ormai segnato. Quella stessa sera, il bambino si addormenta sul divano di casa; la madre lo invita a salire in camera ma lui resta lì mentre lei va in bagno. All’improvviso, da una botola sbuca l’uomo del circo che lo invita a venire con lui nell'Isola che non c'è, presentandosi al ragazzino come Peter Pan in una forma deviata e nevrotica. La madre, accortasi della sua presenza, tenta di difendere il figlio, ma invano: Peter uccide la donna e rapisce il bambino.
Quindici anni dopo, ad Ashdown, la famiglia Darling è raccolta attorno a una tavola imbandita: Mary e i tre figli Wendy, John e Michael. Proprio in quel giorno Michael compie gli anni e riceve in regalo dalla madre una bicicletta rossa corredata di casco rosa. Distratta da una discussione con Mary, Wendy dimentica di fargli gli auguri e, per farsi perdonare, decide di accompagnarlo a scuola in auto. La mattinata trascorre fra impegni e commissioni, e al momento di tornare a prendere Michael Wendy si distrae litigando con il fidanzato: Michael, non vedendola, rientra da solo verso casa. Lungo il tragitto, cade vittima dell’incontro fatale con Peter.
Allarmata dal suo ritardo, la famiglia chiama la polizia; durante i rilievi, il telefono di casa squilla e, all’altro capo, una musica ossessiva annuncia il ritorno del folle Peter. Michael è stato rapito e tenuto prigioniero in un’abitazione fatiscente, dove le sue richieste di libertà rimangono inascoltate: Peter ha altri piani per lui.
Il giorno successivo, Peter compie un atto ancora più folle: assalta un autobus scolastico alla ricerca di Joey, l’amico di Michael che quella mattina non era andato a scuola. Intanto, in casa Darling i contrasti spingono Wendy a rifugiarsi da Lily, sorella di Joey, ma Peter irrompe violentemente nell’abitazione, uccide la famiglia di Lily e rapisce il piccolo Joey. Wendy, testimone inerme della strage, riesce a fuggire e si mette all’inseguimento del furgone di Peter con la propria auto.
Nel frattempo, Michael incontra Trilli, una donna transgender tossicodipendente che fu in passato la prima vittima di Peter. Quando Peter torna al suo rifugio, porta Joey nella stanza di Michael: i due amici si sostengono a vicenda, ma presto Joey viene portato via verso un’altra “Isola che non c’è”. Wendy, infiltratasi nel nascondiglio, incontra Trilli — che riconosce come Timmy, il bambino rapito di cui il padre Steven aveva parlato con speranza — e grazie a questo ricordo Trilli decide di ribellarsi, finalmente consapevole delle menzogne subite. Per punirla, Peter le taglia un braccio e in seguito le spezza il collo con la suola dello stivale. Nel trambusto, Wendy trova Joey chiuso in una bara ma ancora vivo e lo libera, mandandolo a chiedere aiuto. Scendendo in cantina, la ragazza si imbatte in un uomo incatenato, orribilmente mutilato, al cui moncone è fissato un uncino; terrorizzata, la ragazza fugge.
La lotta fra Wendy e Peter continua senza tregua: per disorientarla, lui indossa la sua maschera di ceramica sul volto sfigurato, ma Michael arriva in aiuto della sorella e, armato di piede di porco, colpisce il volto di Peter facendogli perdere i sensi e frantumando la maschera. Dal seminterrato emerge l’uomo con l’uncino, che, libero, trafigge Peter e lo trascina via.
Un anno dopo gli eventi, è di nuovo il compleanno di Michael: la famiglia, riconoscente, festeggia in un clima di gioia e sollievo. All’improvviso squilla il telefono: Wendy risponde e, dall’altro capo, nessuna voce, solo quella stessa musica che annuncia il ritorno del passato.

## Produzione
Nel novembre 2022, è stato annunciato un film horror live-action basato su Peter Pan e che sarebbe stato in fase di sviluppo per gli ITN Studios e la Jagged Edge Productions, con Rhys Frake-Waterfield come produttore.

## Distribuzione
Peter Pan's Neverland Nightmare è stato distribuito nelle sale cinematografiche degli Stati Uniti il 13 gennaio 2025. 
La distribuzione italiana della pellicola è stata pubblicata direttamente sulle piattaforme streaming e in home-video. 

## Accoglienza

### Critica
Sul sito di recensioni Rotten Tomatoes, il 43% delle 23 recensioni dei critici sono positive, con una valutazione media di 5,2/10. Metacritic ha assegnato al film un punteggio di 50 su 100, indicando recensioni "miste o nella media".

## Sequel
A gennaio 2025, lo scrittore/regista Scott Chambers ha annunciato i piani per un sequel di Peter Pan's Neverland Nightmare, riconoscendo che la sua realizzazione dipenderà dalle prestazioni al botteghino del primo film. Il regista ha dichiarato di aver completato la sceneggiatura con la trama che esplora come Neverland sia un luogo reale all'interno della continuità del franchise mentre il primo film descrive Neverland come qualcosa che Peter Pan esplora mentre è sotto l'effetto di abuso di droga.